# Brazil (Indiana)
Pour les articles homonymes, voir Brazil.
La ville de Brazil est le siège du comté de Clay, situé dans l’État de l’Indiana, aux États-Unis. Sa population s’élevait à 7 912 habitants lors du recensement de 2010, estimée à 8 078 habitants en 2017.

## Source
- (en) Cet article est partiellement ou en totalité issu de l’article de Wikipédia en anglais intitulé « Brazil, Indiana » (voir la liste des auteurs).